# Slovenské národní muzeum
Slovenské národní muzeum (slovensky Slovenské národné múzeum, zkr. SNM) je vrcholní státní vědecko-výzkumná a kulturně-vzdělávací muzejní instituce na Slovensku. Její hlavní budova se nachází na dunajském nábřeží v Bratislavě. Vzniklo v roce 1961 sloučením Slovenského muzea v Bratislavě (1940) a Slovenského národního muzea v Martině (zal. 1893 v rámci Muzeální slovenské společnosti). SNM spravuje 18 specializovaných muzeí.

## Muzea SNM
| - Přírodovědné muzeum (Bratislava, budova SNM) - Archeologické muzeum (Bratislava) - Historické muzeum (Bratislava, Bratislavský hrad) - Etnografické muzeum (Martin) - Muzeum Slovenských národních rád (Myjava) - Muzeum Andreja Kmeťa (Martin) - Hudební muzeum (Dolná Krupá) - Muzeum Červený Kameň (Hrad Červený Kameň při obci Častá) - Muzeum Betliar (Betliar) | - Muzeum Bojnice (Bojnický zámek v Bojnicích) - Muzeum loutkářských kultur a hraček (Hrad Modrý Kameň v Modrém Kameni) - Muzeum kultury Chorvatů na Slovensku (Bratislava - část Devínska Nová Ves) - Muzeum kultury Maďarů na Slovensku (Bratislava) - Muzeum kultury Romů na Slovensku (Martin) - Muzeum kultury karpatských Němců (Bratislava) - Muzeum rusínské kultury (Prešov) - Muzeum ukrajinské kultury (Svidník) - Muzeum židovské kultury (Bratislava, další expozice v Prešově, Žilině a Trnavě) - Muzeum Ľudovíta Štúra (Modra) - Spišské muzeum v Levoči (Levoča) |

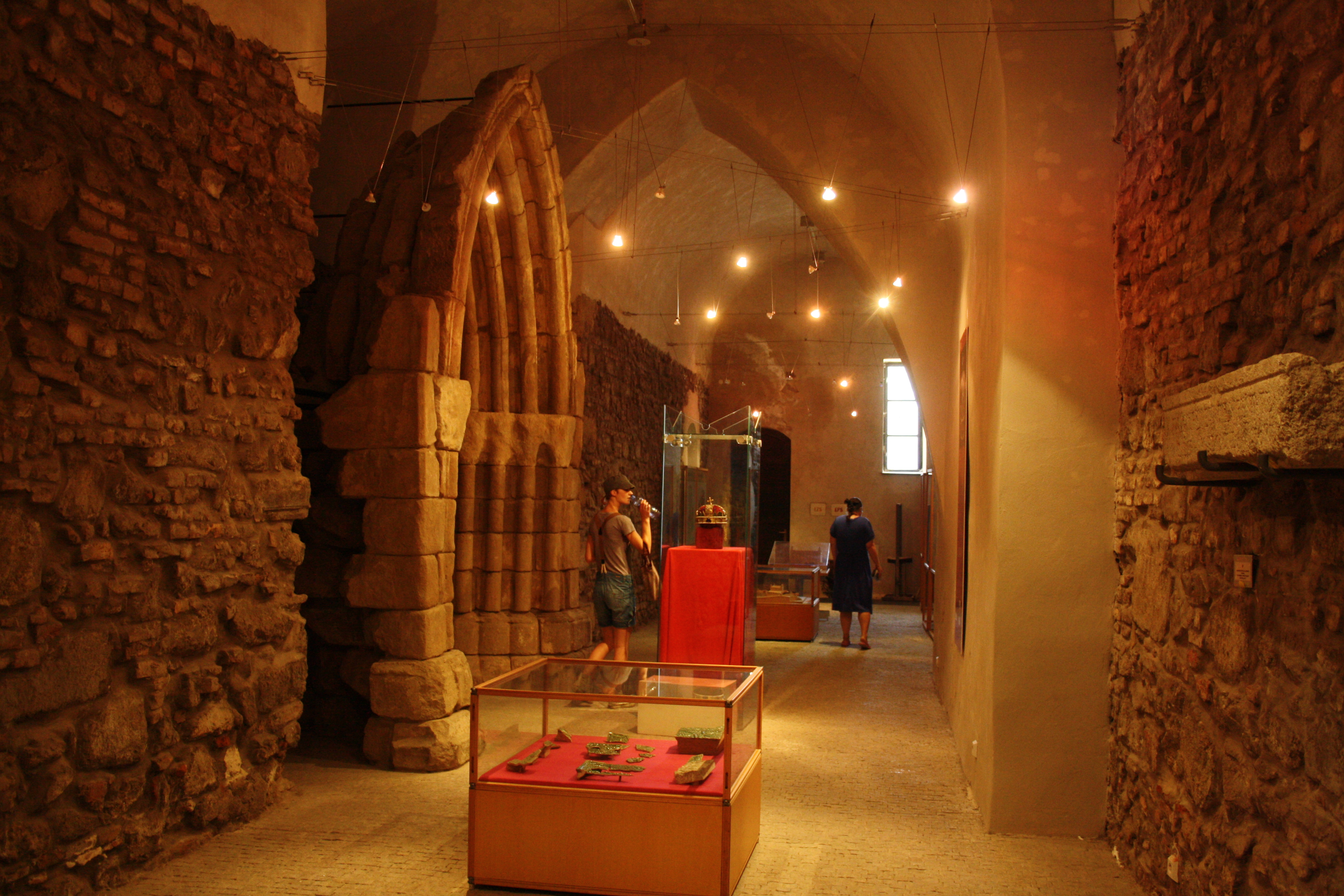
Interiér Historického muzea na bratislavském hradě